# HD 152224
HD 152224，又名BD+32 2795，SAO 65595、HR 6259，是一颗恒星，视星等为6.13，位于銀經54.34，銀緯38.5，其B1900.0坐标为赤經16h 46m 57s，赤緯+32° 38.5′ 21″。